# Villa Bonde

Villa Bonde är en fastighet på Dag Hammarskjölds väg 20 (kvarteret Ambassadören 7) i Diplomatstaden, Stockholm. Villan är ritad av arkitekten Cyrillus Johansson för majoren vid Livgardet till häst, greve Nils Gustaf Bonde, och uppfördes under åren 1924–25. Villan inrymmer i dag Turkiets ambassad. Fastigheten är blåmärkt av Stadsmuseet i Stockholm vilket betyder "att bebyggelsen bedöms ha synnerligen höga kulturhistoriska värden".

## Historik
Bygglovsansökan är daterad den 21 februari 1923, och är undertecknad av ombudet Carl Wikström för Margit Bonde (byggherrens hustru, född Wikström och syster till Carl Wikström). Wikström byggde samtidigt sin egen villa på granntomten, Villa Wikström. Han hade förvärvat fastigheten i kvarteret Ambassadören nr 4 av generalkonsuln Robert Bünsow och delat tomten i Ambassadören nr 7 och nr 8 (varvid nr 4 utgick). Beroende på delningen hör tomten med sina 1 033 m² till de mindre i Diplomatstaden.
I villan bodde flera andra ägare efter Bonde; på 1950–60-talen ägde en bankdirektör Bertil Odelfelt huset, efter honom (1969–80) kom Olga Wallenberg, änka efter bankdirektör Marc Wallenberg. Även Carl-Eric Björkegren skall ha bott här.

## Utformning
Byggnadens huvudentré är vänd mot dåvarande Strandvägen 78. Huset är uppfört i rött tegel, och fasaderna uppvisar vissa likheter med grannbyggnadens Villa Wikström – dock är dessa inte så genomarbetade. Taket är, även här, utformat som ett säteritak med svängda takfall och är täckt med enkupiga takpannor.
Även planlösningen visar vissa likheter med den Wikströmska villan. Efter samma idé anordnade arkitekten symmetriskt salongen rakt fram samt bibliotek och matsal längs respektive sida kring den åttkantiga hallen. Köket var placerat i källaren. Enligt dåtidens mönster placerades herrskapets stora sovrum och bad en trappa upp. Här fanns dessutom tre mindre sovrum, en jungfrukammare samt ett rum märkt "Gouvernant" för barnens lärarinna. Tomten är mot syd lätt avsmalnande, och arkitekten valde att låta husets plan följa tomtens form för maximalt utnyttjande av byggrätten. Därför har villan en trapetsliknande grundplan.